# Limone sul Garda
Limone sul Garda je obec v provincii Brescia v italském regionu Lombardie na západním břehu Gardského jezera.

## Historie
Navzdory současnému slavnému pěstování citrónů (limone znamená v italštině citrón), je název městečka pravděpodobně odvozeno od starobylého lemos (elm) nebo limes, což v latině znamená hranici – mělo to odkazovat na město Brescia a Trentské biskupství). V letech 1863–1905 název zněl Limone San Giovanni.
Původně bylo městečko přístupné pouze z jezera nebo horskými cestami, silnice do Riva del Garda byla postavena až v roce 1932. Dnes je však Limone jedním z nejznámějších turistických letovisek v oblasti Gardského jezera.

## Zdraví
V roce 1979 vědci objevili, že řada obyvatel Limone má v krvi přítomnou zmutovanou formu apolipoproteinu, (zvanou ApoA-1 Milano), která vytvořila zdravou formu vysokodenzitního lipoproteinu, který znamená nižší riziko aterosklerózy a ostatních kardiovaskulárních onemocnění.
Tato bílkovina vede k tomu, že je ve vesnici častá dlouhověkost – dvanácti místním obyvatelů je přes 100 let (z cca 1000 obyvatel). Všichni obyvatelé města podstoupili v roce 1979 krevní testy a výsledky byly překvapivé: mnozí obyvatelé nesli tento gen. Výzkumníci obnovili rodokmen nosičů. Díky městským a církevním záznamům zjistili, že všichni nositelé tohoto genu pocházejí z dvojice Cristoforo Pomaroli a Rosa Giovanelli, kteří se vzali v roce 1644, v den, kdy se gen mohl poprvé objevit. Gen se pravděpodobně rozšířil v mnoha manželstvích mezi pokrevními příbuznými, což se často vyskytovalo v Limone až do 1932, když byla silnice Gardesana slavnostně otevřena.

## Osobnosti spojené s Limone
- Ettore Colombo (1831–1881), podnikatel
- Giuseppe Leonardi (1840–1911), vlastenec, dobrovolník Expedice tisíce, tridentský iredentista
- Daniele Comboni (1831–1881), misionář, první katolický biskup ve střední Africe, světec